# مقاطعة مولينبرغ (كنتاكي)
مقاطعة مولينبرغ (بالإنجليزية: Muhlenberg County)‏ هي إحدى المقاطعات في ولاية كنتاكي في الولايات المتحدة الأمريكية.

## أعلام
- جون هينسلي
- مرلي ترافيس